# Nicolas Boileau
Nicolas Boileau /nikɔˈla bwaˈlo/, o Boileau-Despréaux /bwaˈlo depʁeˈo/, detto «il legislatore del Parnaso» (Parigi, 1º novembre 1636 – Parigi, 13 marzo 1711) è stato un poeta, scrittore e critico letterario francese.

## Biografia

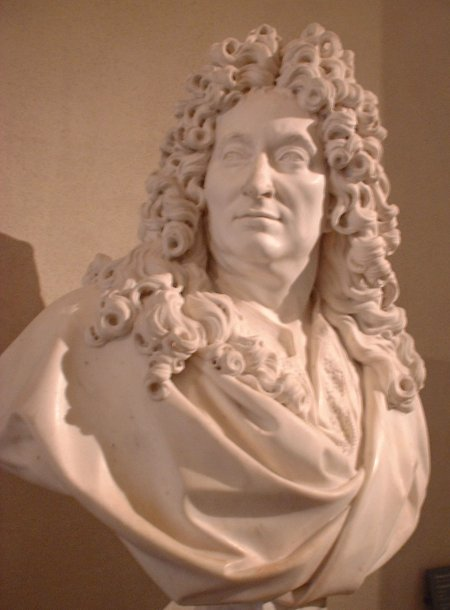
Boileau, busto di François Girardon

Quindicesimo dei sedici figli di Gilles Boileau, cancelliere della Grande Chambre del Parlamento di Parigi, fu già da bambino destinato agli studi di diritto. Tra i suoi fratelli, hanno una certa notorietà anche Gilles e Jacques Boileau.
Non appariva, nella sua infanzia, quel che sarebbe diventato: la debolezza della sua costituzione, le malattie che lo colpirono, contribuirono poco a ritardare i suoi studi, che egli iniziò nel collegio di Harcourt e proseguì in quello di Beauvais, studiandovi diritto e facendosi notare per la grande passione con la quale si dedicava alla lettura dei grandi poeti dell'antichità.

### Il diritto e la teologia
Ammesso nella aule di giurisprudenza il 4 settembre 1656, ne fu presto disgustato: abbandonò così lo studio di Jacques Cujas e di Andrea Alciato, con grande scandalo della famiglia e del cognato Dongois, anch'egli, come suo padre, cancelliere, il quale ritenne che Nicolas non sarebbe stato che un fallito per tutta la vita. Gli studi di teologia, iniziati alla Sorbona, non ebbero maggior successo, anche se si vide attribuire il beneficio del priorato di Saint-Paterne, dotato di 800 franchi di rendita, che restituì alla morte del padre, nel 1657. Con quelli si permise appena di vivere e di dedicarsi alla letteratura: lo studio della scolastica non ebbe la minima attrattiva per questo discepolo di Orazio, che si diede interamente alle lettere.

## L'estetica
Per quanto Boileau fosse un poeta e un critico letterario e artistico abbastanza modesto, la sua Art poétique, del 1674, è degna di buona attenzione. Egli pone alcuni criteri tipici dell'arte barocca nel suo operare, dove in riferimento all'Aristotele della Poetica, con la sua teoria della catarsi per mezzo della pietà e del terrore suscitati nello spettatore dalla vicenda tragica portata sul palcoscenico egli afferma: 

### Le Satire e le Epistole
La sua prima satira apparve in un tempo in cui, malgrado i capolavori di Corneille e di Molière, Jean Chapelain era ancora l'oracolo della letteratura. I suoi scritti più importanti sono le Satires (1660–1668), ispirate a quelle di Orazio e di Giovenale, nelle quali se la prende con quegli scrittori contemporanei che considera di cattivo gusto, come Jean Chapelain, autore de La Pucelle ou la France délivrée, Philippe Quinault o ancora con Georges de Scudéry. Al contrario, è un ammiratore di Molière e più tardi, lo sarà di La Fontaine e di Racine. Nessuno prima di Boileau aveva ancora così ben scritto in versi, né sviluppato tutte le risorse della lingua poetica come lui fece; le prime sette satire, apparse nel 1666, ottennero un successo prodigioso, che gli attirò ancor di più l'acredine di coloro che erano stati da lui criticati. Boileau rispose loro con la sua IX satira Al suo spirito, la migliore, di un'eleganza di stile unita a piccanti battute, sempre a un notevole livello di buon gusto. Nella sua satira Contro le donne (la X) egli è invece meno ispirato e piuttosto monotono; quelle dell'Equivoco (la XII) e dell'Uomo sono le sue satire meno valide.
Nella sua maturità pubblicò le Épîtres, apparse dal 1669 al 1695, che mostrano uno stile più maturo e sereno, che è stato ritenuto superiore a quello delle Epistole oraziane, al quale è però inferiore nelle Satire. Contemporaneamente, tradusse nel 1674 il Trattato del sublime dello Pseudo-Longino e cominciò a scrivere l'Art poétique e il Lutrin ("Il leggio") con riferimenti a Mariangelo Accursio e, superando numerose difficoltà, s'innalzò ben più in alto di quanto non ci si aspettasse in un soggetto del genere. Niente eguaglia la regolarità del piano e l'eleganza ferma e sostenuta dello stile della sua Arte poetica: vi definisce ogni genere con precisione dando le regole del Bello nello stesso momento in cui ne offre il modello.
Le Lutrin seguì presto L'Art poétique: questo incantevole scherzo fu un altro capolavoro che non ha riscontri in opere in altra lingua e rappresenta anche una risposta a coloro che l'accusavano di mancanza di creatività.

### La protezione del re
Protetto da Madame de Montespan, Boileau fu presentato al re nel 1674. I meriti acquisiti con gli scritti e la moralità dei suoi costumi, gli procurarono la protezione di Luigi XIV, con una pensione di 2.000 franchi, il privilegio della stampa delle sue opere e l'onore di essere associato a Racine per scrivere la storia del Regno. Nel 1677 fu nominato con Racine storiografo di Luigi XIV: essi seguirono per qualche tempo re Luigi nei suoi trionfi, ma non produssero nulla d'importante sugli eventi dei quali furono testimoni. Entrato all'Académie française nel 1684 e all'Académie des inscriptions et médailles nel 1685, dopo la morte di Racine venne raramente a corte, volendo preservare la dignità del suo carattere: infatti, non amando la mondanità, usciva poco dalla sua residenza di Auteuil, ricevendovi pochi amici.
Filosofo cristiano, sopportò coraggiosamente le infermità dell'età e i problemi di una salute che fu sempre delicata ma, il 13 maggio 1711, a 75 anni, morì per le conseguenze dell'idropisia, lasciando quasi tutti i suoi beni ai poveri.

### Il legislatore del Parnaso
Boileau è il più importante teorico dell'estetica classica del Seicento francese, così da essere chiamato «législateur du Parnasse». Fu il leader del gruppo dei sostenitori della superiorità degli antichi nella querelle degli antichi e dei moderni, polemica letteraria e artistica che agitò l'Académie française alla fine del XVII secolo. Come poeta, Boileau merita la riconoscenza della posterità per aver contribuito a sottolineare il cattivo gusto della letteratura e aver fissato in modo chiaro le leggi e le fonti della vera poesia.
Innalzatosi alla scuola dei grandi poeti dell'antichità, che egli difese sempre dagli attacchi dell'ignoranza e dell'ingiustizia, apprese da loro il lavoro metodico e grazie a loro ebbe la gloria di formare artisticamente un Racine. Raramente ingiusto nelle sue satire, genere in cui pure è molto facile esserlo, i suoi giudizi sono tuttora apprezzati per equilibrio, solidità e gusto. Quel che caratterizza in particolare questo grande poeta è la sua capacità di conservare a ciascun genere letterario il colore che gli è proprio, di esser vero nei giudizi, di far risaltare la parola, di rilevare i dettagli, d'ingrandire i soggetti, di incassare pensieri forti in versi armoniosi e concreti, dominati dalla ragione. Tanta qualità portata a così alto grado gli assicurò sempre, malgrado la prevenzione dei filosofi illuministi, il primo posto nel Parnaso francese. La bontà, la generosità, la probità rigida e religiosa, il disinteresse e la solidità del carattere, la modestia e l'imparzialità non gli fanno minor onore. Come disse Madame de Sévigné, egli fu crudele solo nei confronti del verso poetico e la sua conversazione sorprendeva per la sua dolcezza. La sua condotta fu talmente irreprensibile da metterlo sempre al riparo dagli attacchi dei numerosi nemici che le sue satire gli procurarono.

## Opere
- Satires (1660–1668)
- Épîtres (1669-1695)
- Art poétique (1674)
- Traité du sublime (1674)
- Le Lutrin (1674-1683)
- Dialogue sur les héros de roman (1688)
- Réflexions critiques sur Longin (1694-1710)
- Lettres à Charles Perrault (1700)
- Œuvres (1740)
- Correspondance avec Brossette (1858)

## Edizioni delle opere
- Nicolas Boileau, Arte poetica, Venezia, Marsilio, 1995.
- Nicolas Boileau Despréaux, Art poétique, Cambridge, University Press, 1898.
- Nicolas Boileau Despréaux, Satires, Parigi, Académie des Bibliophiles, 1868.